# Erpo von Bodenhausen
Erpo Kraft Bodo Ernst Gustav Wilke Freiherr von Bodenhausen (né le 12 avril 1897 au château d'Arnstein (de) et décédé le 9 mai 1945 à Grobin) est un militaire allemand. Il fut Generalleutnant au sein de la Heer dans la Wehrmacht pendant la Seconde Guerre mondiale.
Il a été récipiendaire de la croix de chevalier de la croix de fer. Cette décoration est attribuée en reconnaissance d'un acte d'une extrême bravoure ou d'un succès de commandement important du point de vue militaire.

## Biographie
Après le déclenchement de la Première Guerre mondiale, Bodenhausen s'engage le 2 octobre 1914 comme porte-drapeau dans le 5e régiment de dragons de l'armée prussienne.
Le Generalleutnant von Bodenhausen se suicide le 9 mai 1945 dans la poche de Courlande pour éviter d'être capturé par les forces soviétiques.

## Décorations
- Insigne des blessés (1914)
  - en Noir (27 septembre 1918)
- Croix de fer (1914)
  - 2e classe (12 octobre 1915)
  - 1re classe (6 octobre 1917)
- Croix d'honneur (1934)
- Insigne des blessés (1939)
  - en argent (?)
  - en or (?)
- Agrafe de la croix de fer (1939)
  - 2e classe (22 septembre 1939)
  - 1re classe (30 septembre 1939)
- Insigne de combat des blindés en Bronze (1er novembre 1940)
- Médaille du Front de l'Est (3 octobre 1942)
- Croix allemande en or (3 janvier 1942)
- Croix de chevalier de la croix de fer
  - Croix de chevalier le 15 décembre 1943 en tant que Generalmajor et commandant de la 12. Panzer-Division[1]
- Mentionné par deux fois dans le bulletin radiophonique Wehrmachtbericht (18 février et 28 décembre 1944)